# Old Weir Bridge

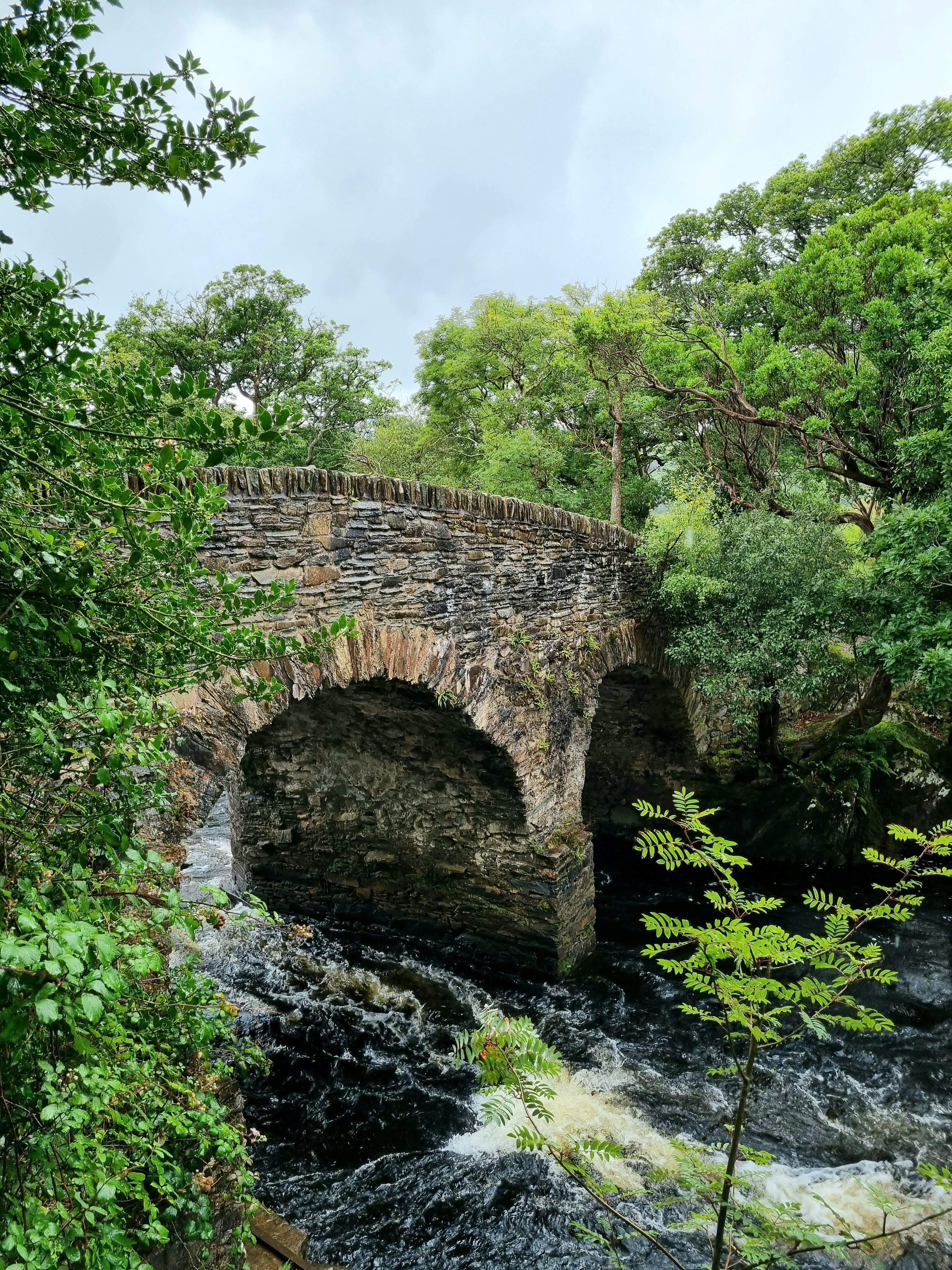
Old Weir Bridge von Süden aus gesehen

Die Old Weir Bridge (irisch Droichead an tSeanchora) ist eine historische Brücke beim Naturschauspiel „Meeting of the Waters“ (irisch Comar na nUiscí) südlich des Muckross Lake (Loch Mhucrois) im Killarney National Park im Süd-Osten Irlands. Das Alter der Brücke ist nicht bekannt.

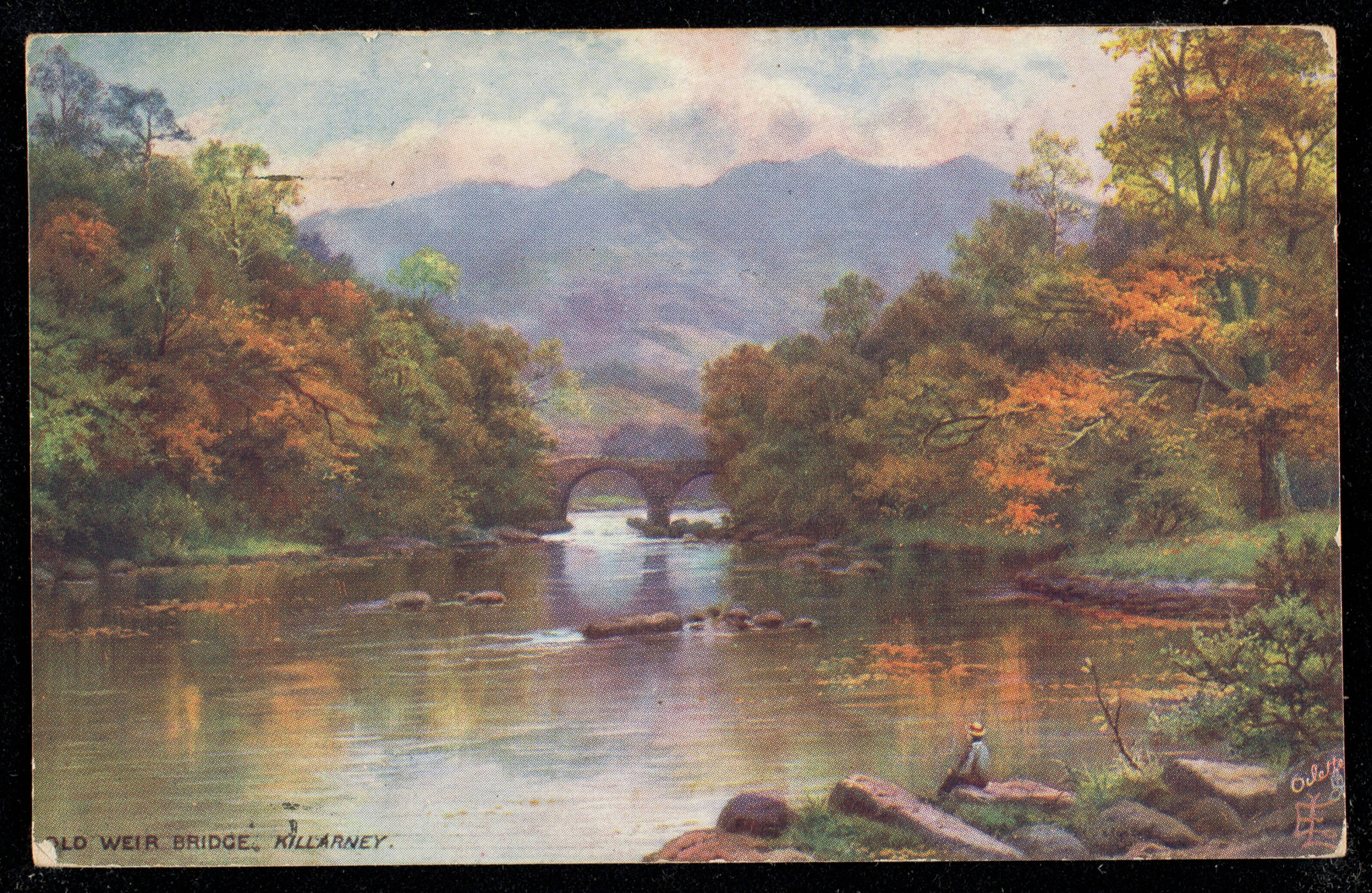
Postkartenmotiv von 1904
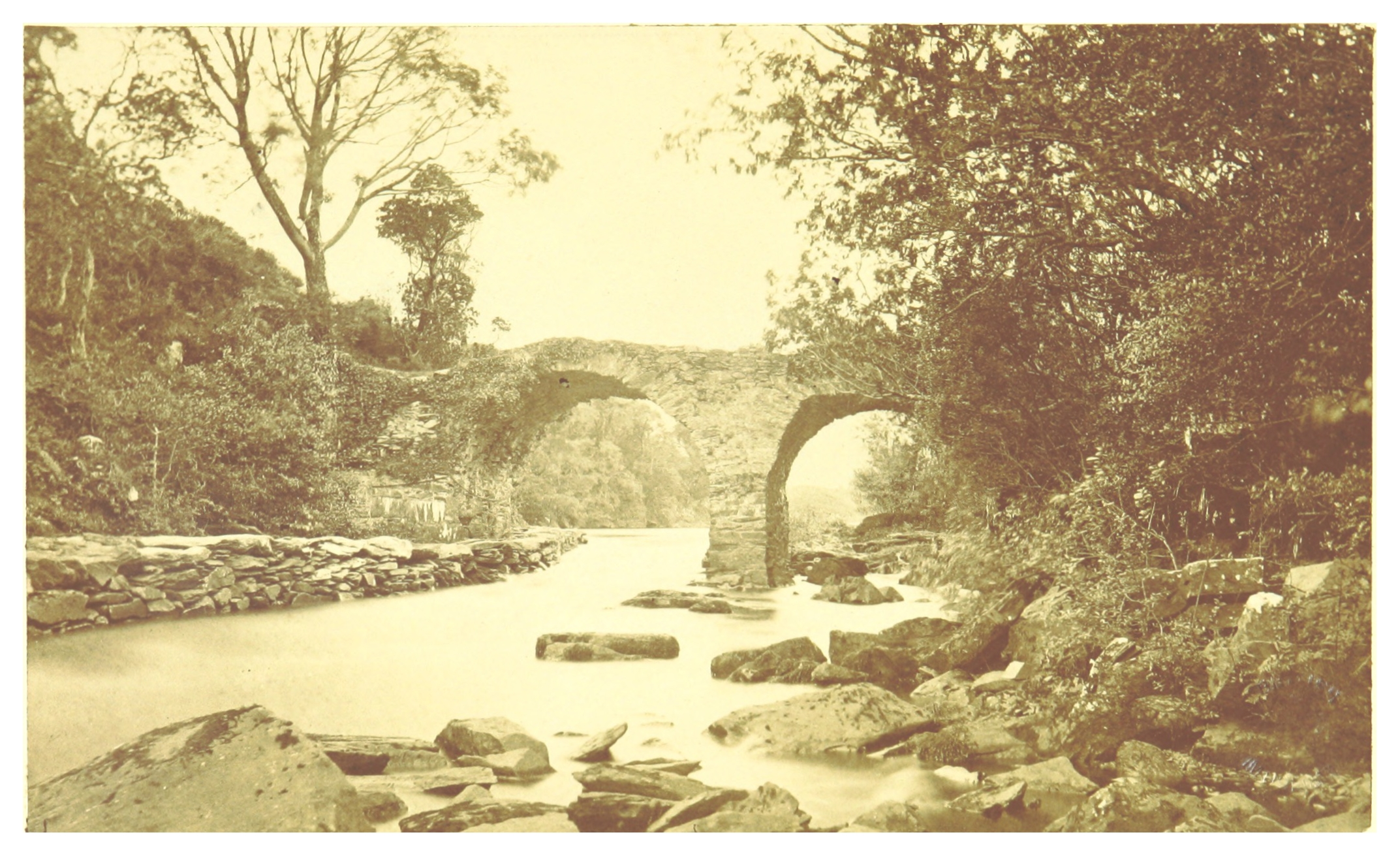
Fotografie von 1866
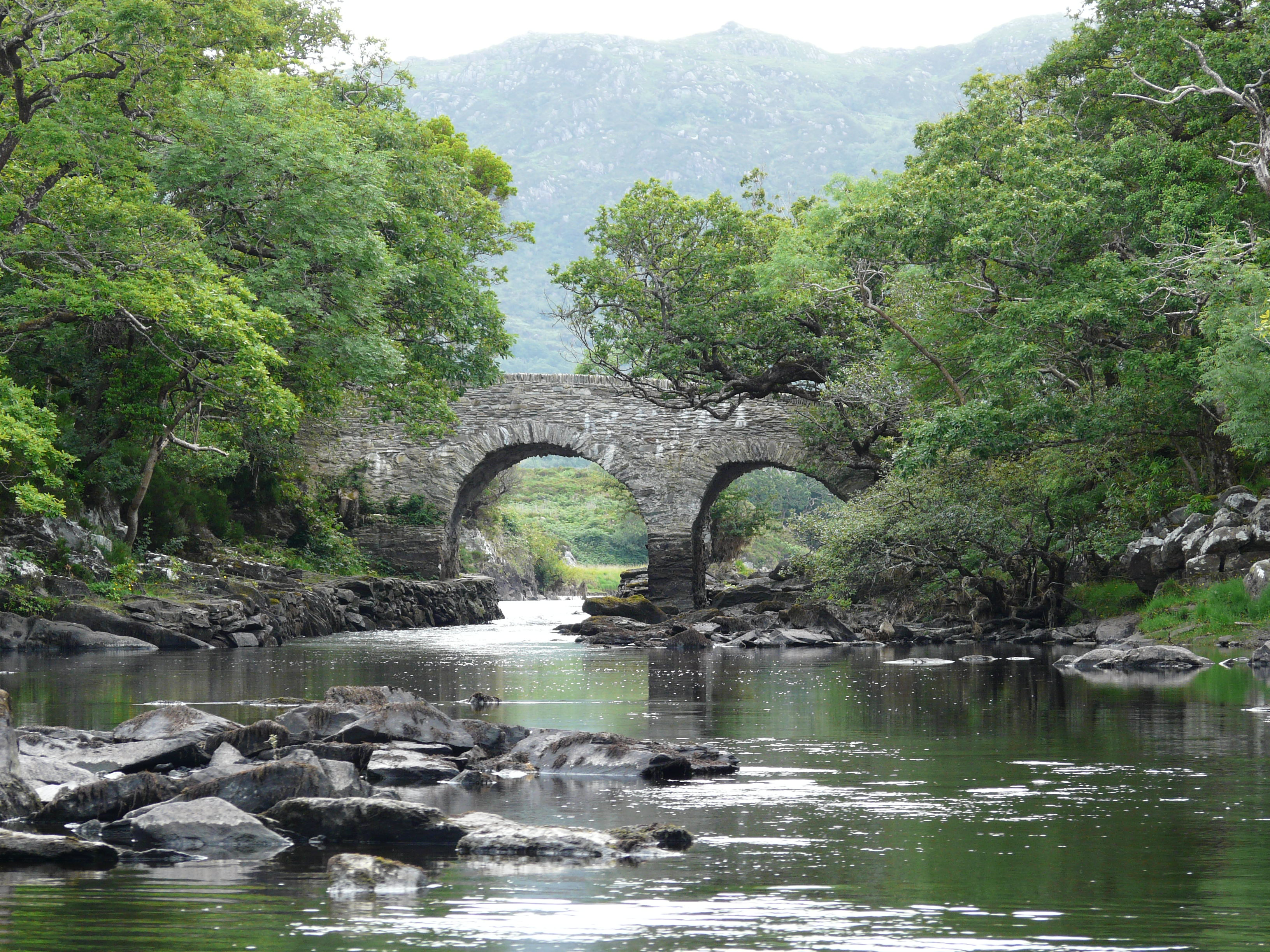
Die Old Weir Bridge Im Jahr 2009
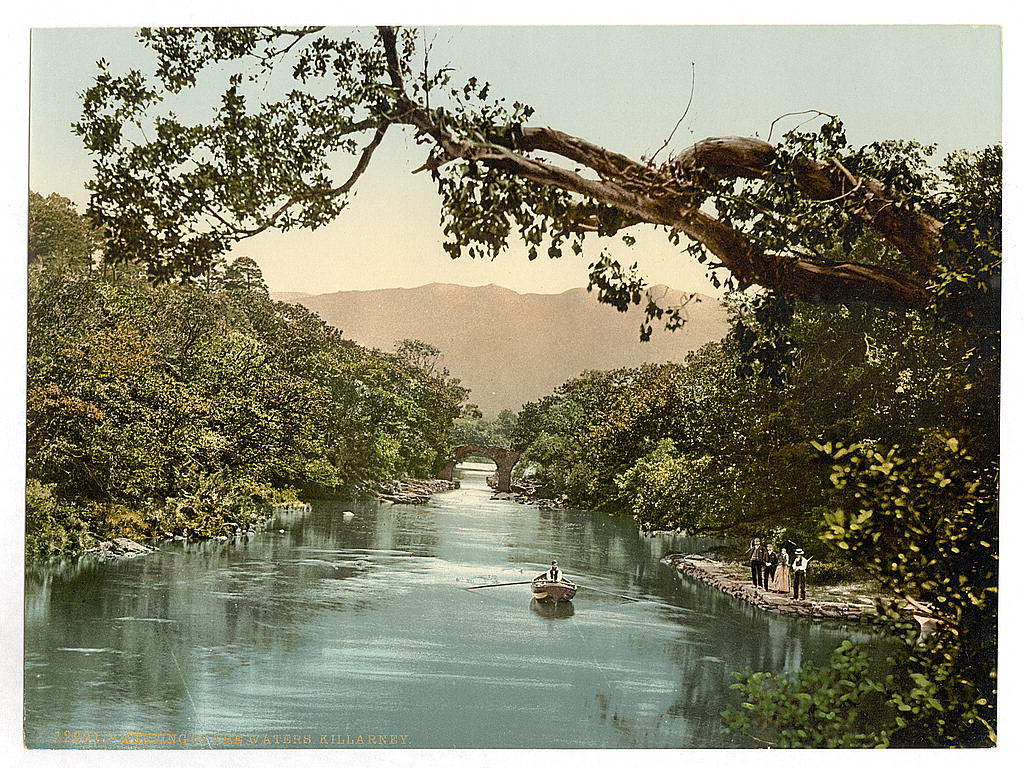
Meeting of the Waters Ende 19. Jh.